# Catocala fida
Catocala fida là một loài bướm đêm trong họ Erebidae.